# Черничкина, Вера Власьевна
Вера Власьевна Черничкина (11 декабря 1932 — 7 ноября 2010) — передовик советского сельского хозяйства, доярка совхоза «Липяговский» Милославского района Рязанской области, Герой Социалистического Труда (1966).

## Биография
Родилась в 1932 году в селе Липяги, Милославского района Рязанской области в многодетной русской крестьянской семье.
Завершила обучение в пятом классе школы села Липяги. С 14 лет работала телятницей в колхозе имени Куйбышева. Через год перешла дояркой. Позже перешла работать в совхоз "Липяговский". Благодаря своей самоотдаче, трудолюбию она смогла добиться высоких производственных результатов по надою молока. 
Указом Президиума Верховного Совета СССР от 22 марта 1966 года за получение высоких показателей в сельском хозяйстве и рекордные надои молока Вере Власьевне Черничкиной было присвоено звание Героя Социалистического Труда с вручением ордена Ленина и медали «Серп и Молот».
Продолжала трудиться в совхозе, показывала высокие производственные результаты. В 1976 году стала заведующей молочно-товарной фермы. В 1976 году отмечена знаком "Ударник девятой пятилетки".  
Избиралась депутатом различных уровней[каких?].
Последние годы проживала у дочери в селе Чернава Милославского района. Умерла 7 ноября 2010 года.

## Награды
За трудовые успехи была удостоена:
- золотая звезда «Серп и Молот» (22.03.1966)
- орден Ленина (22.03.1966)
- другие медали.